# Đỗ Vạn Lý
Đỗ Vạn Lý (3 tháng 5 năm 1910 – 11 tháng 4 năm 2008) là chính khách, nhà ngoại giao và nhân sĩ Cao Đài của Việt Nam Cộng hòa. Ông từng giữ chức Đại sứ Việt Nam Cộng hòa tại Nhật Bản từ năm 1972 đến năm 1974.

## Tiểu sử
Đỗ Vạn Lý sinh ngày 3 tháng 5 năm 1910 ở huyện Lai Vung, tỉnh Sa Đéc, Nam Kỳ, Liên bang Đông Dương (có nguồn nói là Thái Hưng, tỉnh Cần Thơ).:28 Mặc dù hầu hết các hồ sơ chính thức đều ghi ngày sinh của ông là ngày 3 tháng 5 năm 1919, nhưng theo lời khai của chính Đỗ Vạn Lý, khi ông sang Mỹ bắt đầu học cao học và cung cấp ngày tháng năm sinh của mình, ông đã cố tình đưa ra độ tuổi trẻ hơn để chứng tỏ bản thân mình là độ tuổi này thích hợp để học cao học.
Tháng 1 năm 1957, ông giữ chức Tổng Lãnh sự Việt Nam Cộng hòa tại New Delhi.
Sau biến cố 30 tháng 4 năm 1975, ông trốn khỏi Việt Nam bằng đường biển sau khi trải qua cuộc sống trong trại tị nạn ở Malaysia, rồi về sau sang đoàn tụ với gia đình ở bang California.:283
Ông qua đời ngày 11 tháng 4 năm 2008 tại Chatsworth, Los Angeles, Hoa Kỳ.

## Cao Đài
Đỗ Vạn Lý cải sang đạo Cao Đài khi ông 52 tuổi,:283 được đặt tên thánh là Minh Lý.:28